# Jesus Maria Saez
Jesus Maria Saez "Txusmi Saez" (1966 en Vitoria, Álava) es un escritor español, articulista, locutor de radio y autor especializado en novelas policíacas y thrillers de acción.

## Historia
Jesus Maria Saez, también conocido como “Txusmi Saez” (Vitoria, Álava, 14 de abril de 1966) es un escritor, articulista, locutor de radio y autor español, especializado en novela negra, policiaca y thrillers de acción (aunque también trabaja el género humorístico con frecuencia y en los últimos años la literatura infantil). Es el director y cofundador desde 2023 de Vitoria-NeGrasteiz, el Festival de Novela Negra y Policiaca del País Vasco.

Sáez reside permanentemente en su ciudad natal Vitoria desde donde ejerce su trabajo cultural. En la década de los 90 visitó Londres y Bonn con cierta regularidad influenciándose de sus movimientos culturales. Tras lograr el título de Bachillerato superior (BUP) en 1986, comenzó su carrera profesional en el sector del transporte. Posteriormente se dedicó a trabajar en los servicios de emergencia 112 SOS-DEIAK del País Vasco y en SOS Rioja. Finalmente en 2001 ocupó plaza como conductor de autobús urbano en TUVISA, la EMT del Ayuntamiento de Vitoria, donde ha llevado desde entonces compaginando su labor de conducción con la de escritor y articulista. En 2016 comienza su colaboración en el Diario de noticias de Álava. En 2019 pasa a la excedencia dentro de la empresa de transporte urbano municipal. Posteriormente se matricula en la Universidad Nacional de Educación a Distancia (UNED) del País Vasco. Desde 2020 se dedica en exclusiva a la escritura.

Ya desde muy joven se interesó por la literatura y consiguió varias menciones menores en concursos juveniles en San Prudencio y en la Casa de la Cultura. En 2015 contactó con el sector editorial y no recibiendo propuestas satisfactorias, decidió publicar en mayo de 2016 su primera obra Mission: Jaqueca a través de la autoedición con Amazon.com. Gracias a esta publicación, ese mismo año pasó a formar parte del Diario de noticias de Álava, colaborando todos los fines de semana desde 2016 con una columna en la edición del domingo sobre la movilidad y el transporte urbano en la ciudad titulada Crónicas desde el asfalto, todo ello visto desde un punto de vista humorístico e irónico. Resultado de esta colaboración daría lugar más adelante a la publicación dos años después de Historias del autobús, un libro en donde recoge una selección de sus mejores artículos en la prensa dominical.
En 2017 publica Siberia un thriller policíaco y de espionaje ambientado en las tierras rusas que daría comienzo a la  Trilogía del Este, continuada en 2020 con
Kazajistán y cerrada en 2022 con Moscú. En 2019 saca al mercado Poniente, una novela policíaca desarrollada en la Costa del Sol. Ese mismo año colabora en la creación del libro 39 Saltos en el charco, un recopilatorio realizado entre cincuenta escritores e ilustradores de toda España con el fin de recaudar fondos para la ayuda a la infancia dentro de la Fundación Pere Tarrés.
En el año 2020, además de publicar La Trilogía del Este Parte II, también da el salto al mercado inglés con la traducción de la novela Siberia a dicho idioma.
En mayo de 2021 publica un thriller policíaco, próximo al género negro, titulado Pandora en el que una investigadora de la Ertzaintza se centra en seguir el hilo de una posible red de pederastia que descubre en la darknet. En otoño de ese mismo año publica el libro infantil juvenil ilustrado Chistes confitados realizado en colaboración con sus hijos a lo largo de esta larga temporada de pandemia y confinamiento, en donde los tres recogen los chistes que circulan por los patios de colegio. En junio de 2022 publica Moscú la tercera parte de la "Trilogía del Este", poniendo punto final a una exitosa saga de thrillers sobre el espionaje. En septiembre de ese año saca a la venta Cómo publicar un libro sin morir en el intento, un manual sencillo de entender en el que nos desvela los trucos y secretos de la autoedición, intentando hacernos más fácil la complicada tarea inicial de publicar un libro. Finaliza el año 2022 publicando Una historia del Este: la vida de Masha, un volumen recopilatorio en donde aúna, en una edición mejorada, las tres novelas que componen la saga de novelas de espionaje situada en el este de Europa. En agosto de 2023, publica una nueva novela a caballo entre el thriller o novela de suspense y espionaje y una crítica social al mundo de los escritores titulada Las mujeres sostienen la mitad del cielo.En noviembre de 2024, publica una nueva aventura de la oficial de la Ertzaintza Maialen Guevar titulada El valor de la dama, centrada en el mundo del ajedrez. Ese mismo año colabora con un relato en el libro antología de Krelia titulado Vitoria-Gasteiz, una ciudad para contarla

Saez participa en la revista de cine digital Filmaffinity.com, también ha realizado artículos de opinión para la agencia informativa TV2 Today. Asimismo ha publicado relatos cortos en revistas del género negro como Punica Granatum o SomNegra. En 2020 firma un contrato con Sonolibro y con Saga Egmont, la editora digital del grupo de la editorial danesa Lindhardt & Ringhof, para "sonorizar" y convertir en audiolibros Siberia y Pandora. En 2024, lo hará con la editorial sueca Somos Publishing AB, para la saga de Maialen Guevara Pandora,El valor de la dama y el resto de sus publicaciones.
En septiembre de 2020 se aventura en la radio, dirigiendo y presentando junto a Begoña Arnillas el programa cultural sobre libros y literatura "Peligro: escritores sueltos", en la sintonía de Radio Siberia FM, una emisora de ámbito local de Vitoria en donde intenta dar voz, sobre todo, a los autores y escritoras autoeditados o fuera del ámbito de las grandes editoriales. En 2021 su novela "Kazajistán" es seleccionada por el jurado del Premio Euskadi de Literatura para participar en los mismos en el apartado de narrativa en castellano, aunque el premio recae finalmente en la escritora y periodista alavesa Txani Rodríguez. Desde el 2021 hasta la actualidad coordina para el Ayuntamiento de Vitoria, dentro de su oferta de actividades culturales, el "Club de lectura de novela negra y policiaca" en el CC Iparralde. También imparte el Taller práctico de escritura orientado a los jóvenes dentro de las actividades programadas por la Biblioteca del Centro Cívico de Iparralde. De igual manera participó en el programa "Diálogos sobre creación literaria" en la Casa de la cultura Ignacio Aldecoa de Vitoria, coordinado por la periodista Raquel Ecenarro.    Desde 2024 colabora con regularidad como articulista para  CulturaBAI, la revista digital cultural del País Vasco  y puntualmente para el programa "Invitation au voyage" del canal franco/alemán Arte_(canal_de_televisión).

Ha trabajado en talleres de Literatura infantil y juvenil dirigidos por la escritora vitoriana Marisol Ortiz de Zárate dentro del programa CIPA del Ayuntamiento de Vitoria. En 2018 ha completado el Curso de escritura creativa, impartido en la Facultad de Letras de la Universidad del País Vasco (UPV). Está inscrito en la Universidad Nacional de Educación a Distancia (UNED) en Criminología, es socio colaborador desde hace más de treinta años en Greenpeace, Amnistía Internacional y Médicos sin fronteras y es también miembro de la Asociación de escritores de Euskadi y de CEDRO Centro Español de Derechos Reprográficos. Asimismo ha sido socio y participante activo en Krelia, la Asociación de Escritores de Álava, dentro de su Junta Directiva, desde 2017 hasta 2025.

En 2023 funda y organiza Vitoria-NeGrasteiz, el Festival de Novela Negra y Policiaca de Vitoria, el encuentro más importantes de Euskadi y uno de los más interesantes del norte de España sobre el género negro y policial, incorporándose en los Ciclos de Semana Negra en España. Desde sus inicios, Jesús María Sáez es el director del evento que se realiza en la capital del País Vasco en el mes de octubre. En la inauguración del primer año estuvieron presentes nombres tan famosos dentro del género negro y policiaco como Juan Gomez Jurado que ejerció de padrino, Mikel Santiago, Álvaro Arbina o Jon Arretxe, entre otros muchos más hasta llegar a la treintena de autoras y autores de la geografía nacional.En 2024 acudieron al festival autores como Leonardo Padura premio Princesa de Asturias de las Letras o César Pérez Gellida premio Nadal, consolidando de esta manera un programa muy completo.